# Disanthus cercidifolius
Disanthus cercidifolius är en trollhasselart. Disanthus cercidifolius ingår i släktet Disanthus och familjen trollhasselfamiljen.

## Underarter
Arten delas in i följande underarter:
- D. c. cercidifolius
- D. c. longipes

## Bildgalleri

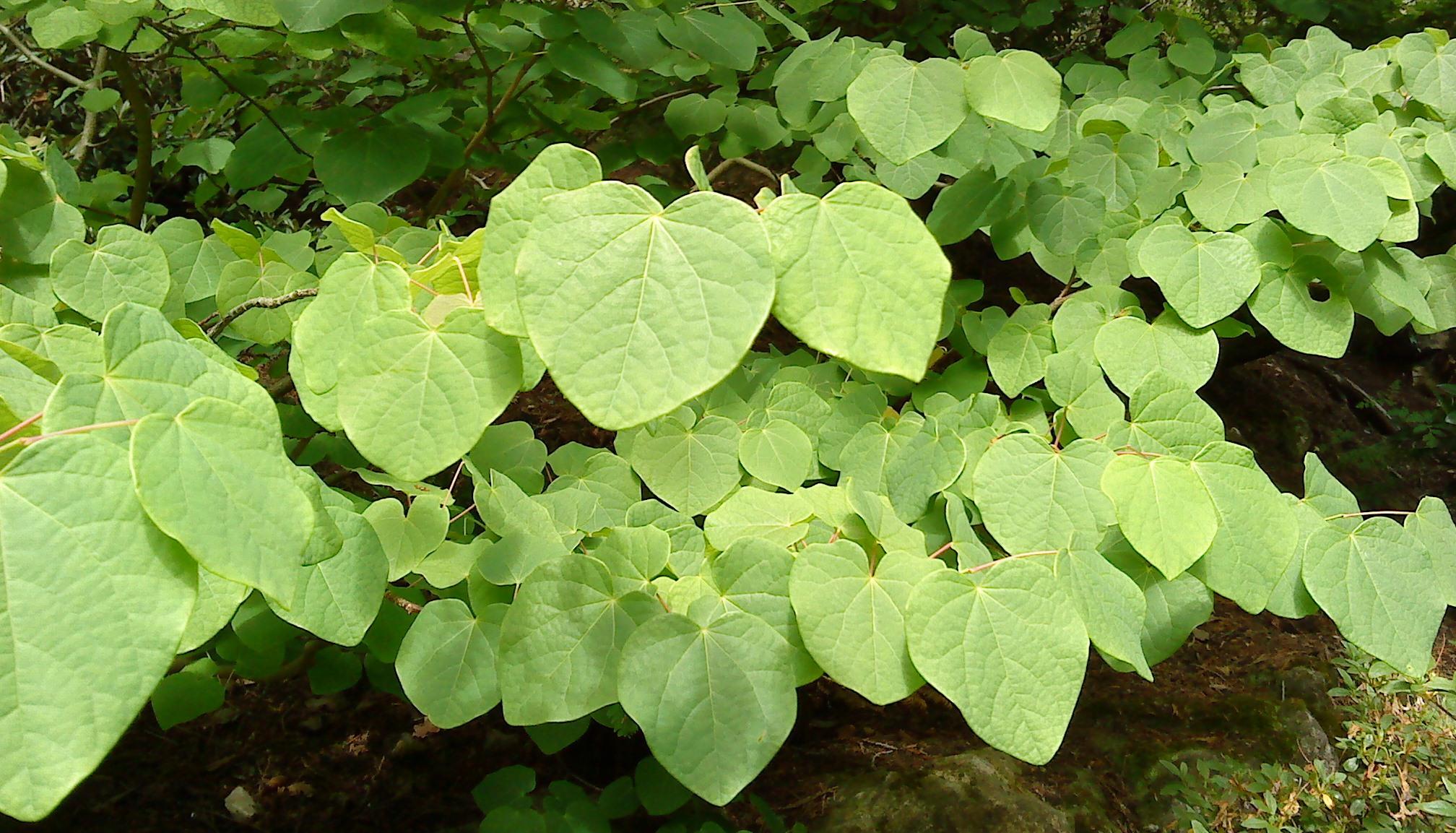